# Gavin Whyte
Gavin Whyte, né le 31 janvier 1996 à Belfast, est un footballeur nord-irlandais qui évolue au poste d'attaquant.

## Biographie

### En club
Avec les Crusaders, il remporte le championnat d'Irlande du Nord à trois reprises, en 2014-15, 2015-16, et 2017-18.
Le 13 juillet 2018, il rejoint le club anglais d'Oxford United.
Le 30 juillet 2019, il rejoint Cardiff City. A l'issue de la saison 2022-23, il quitte le club.
Le 1er juillet 2023, il rejoint Portsmouth. Après 33 matchs et avoir été sacré champion de League One sur la saison 2023-24, Whyte quitte Pompey par consentement mutuel.

### En sélection
Avec les espoirs nord-irlandais, il participe aux éliminatoires du championnat d'Europe espoirs.

## Palmarès

### En club
| Crusaders FC (3)                                                                         | Hull City (1)                                                                    | Portsmouth FC (1)                                                                |
| - Championnat d'Irlande du Nord : - Champion : 2015, 2016 et 2018 - Vice-champion : 2017 | - Championnat d'Angleterre de football de troisième division : - Champion : 2021 | - Championnat d'Angleterre de football de troisième division : - Champion : 2024 |

### Distinctions personnelles
- Élu meilleur joueur de la saison 2017-2018 du championnat d'Irlande du Nord